# Bilichilde
Bilichilde (... – foresta di Lognes presso Chelles, autunno 675) fu una principessa di Austrasia che sposò Childerico II, re di tutti i Franchi.

## Origini
Era l'unica figlia femmina del re dei Franchi Sali di Austrasia della dinastia merovingia, Sigeberto III e della moglie, Inechilde.

## Biografia
Quando suo padre Sigeberto III morì, nel 656, aveva nominato suo erede il fratello di Bilichilde, Dagoberto: ma, approfittando della giovane età di Dagoberto, il maggiordomo di palazzo, Grimoaldo, figlio di Pipino di Landen, lo fece rapire, tonsurare (gli ordini minori rendevano quanti li ricevessero inabili a regnare) e lo inviò in un monastero scozzese o irlandese (forse a Slane), accompagnato dal vescovo di Poitiers, Didone. Grimoaldo, riuscì così a far riconoscere re di Austrasia il proprio figlio Childeberto, detto l'Adottato, in quanto pochi anni prima era stato adottato da Sigeberto III.
Dopo un breve regno di Childeberto l'Adottato, il regno di Austrasia fu dato al cugino di Bilichilde, il giovane Childerico, che fu considerato come un figlio da Inechilde, che aveva perso il proprio, Dagoberto, e che gli diede in moglie la propria figlia, Bilichilde.
Nel 673, alla morte del re di Neustria e Burgundia, Clotario III, fratello maggiore di Childerico II, quest'ultimo, con l'appoggio del maggiordomo di palazzo di Austrasia, Wulfoaldo, riuscì ad impossessarsi dei due regni, divenendo l'unico re di tutti i Franchi.
Nel 675, però, secondo il Chronicon Moissiacense, la Neustria si sollevò contro Childerico II, che fu ucciso insieme alla moglie Bilichilde, che era incinta: Childerico fu privato del regno e della vita, insieme con la moglie, Bilichilde ed il figlio Dagoberto dalla sue infide guardie del corpo Amalberto e Ingolberto, assieme a Bodilone e Lupo. La coppia reale fu sepolta nella chiesa dell'abbazia di San Vincenzo (oggi Saint-Germain-des-Prés), presso Parigi.
Dopo l'uccisione di Bilichilde e di Childeberto II, poiché in quel momento in Austrasia non c'era alcun re si ebbe il rientro in Austrasia del fratello di Bilichilde, Dagoberto, tra la fine del 675 e l'inizio del 676.

## Figli
Bilichilde a Childerico II diede due figli:
- Dagoberto (?-675), che fu ucciso assieme ai genitori[8] e fu sepolto con loro nella chiesa dell'abbazia di San Vincenzo (oggi Saint-Germain-des-Prés), presso Parigi[1]
- Chilperico (?-721), che fu re dei Franchi d'Austrasia.

## Ascendenza
|               |   |            | Genitori |  |  | Nonni |  |  | Bisnonni    |  |  | Trisnonni    |  |
|               |   |            |          |  |  |       |  |  | Clotario II |  |  | Chilperico I |  |
|               |   |            |          |  |  |       |  |  | Clotario II |  |  | Chilperico I |  |
|               |   | Fredegonda |          |  |  |       |  |  | Clotario II |  |  |              |  |
| Dagoberto I   |   |            |          |  |  |       |  |  | Clotario II |  |  |              |  |
|               |   | Bertrude   | …        |  |  |       |  |  |             |  |  |              |  |
|               |   | Bertrude   | …        |  |  |       |  |  |             |  |  |              |  |
|               |   | Bertrude   | …        |  |  |       |  |  |             |  |  |              |  |
| Sigeberto III |   | Bertrude   |          |  |  |       |  |  |             |  |  |              |  |
|               |   | …          | …        |  |  |       |  |  |             |  |  |              |  |
|               |   | …          | …        |  |  |       |  |  |             |  |  |              |  |
|               |   | …          | …        |  |  |       |  |  |             |  |  |              |  |
| Ragnetrude    |   | …          |          |  |  |       |  |  |             |  |  |              |  |
|               |   | …          | …        |  |  |       |  |  |             |  |  |              |  |
|               |   | …          | …        |  |  |       |  |  |             |  |  |              |  |
|               |   | …          | …        |  |  |       |  |  |             |  |  |              |  |
| Bilichilde    |   | …          |          |  |  |       |  |  |             |  |  |              |  |
|               | … | …          |          |  |  |       |  |  |             |  |  |              |  |
|               | … | …          |          |  |  |       |  |  |             |  |  |              |  |
|               | … | …          |          |  |  |       |  |  |             |  |  |              |  |
| …             | … |            |          |  |  |       |  |  |             |  |  |              |  |
|               |   | …          | …        |  |  |       |  |  |             |  |  |              |  |
|               |   | …          | …        |  |  |       |  |  |             |  |  |              |  |
|               |   | …          | …        |  |  |       |  |  |             |  |  |              |  |
| Inechilde     |   | …          |          |  |  |       |  |  |             |  |  |              |  |
|               |   | …          | …        |  |  |       |  |  |             |  |  |              |  |
|               |   | …          | …        |  |  |       |  |  |             |  |  |              |  |
|               |   | …          | …        |  |  |       |  |  |             |  |  |              |  |
| …             |   | …          |          |  |  |       |  |  |             |  |  |              |  |
|               |   | …          | …        |  |  |       |  |  |             |  |  |              |  |
|               |   | …          | …        |  |  |       |  |  |             |  |  |              |  |
|               |   | …          | …        |  |  |       |  |  |             |  |  |              |  |
|               |   | …          |          |  |  |       |  |  |             |  |  |              |  |

### Fonti primarie
- (LA)  Fredegario, Fredegarii scholastici chronicum cum suis continuatoribus, sive appendix ad sancti Gregorii episcopi turonensis historiam francorum
- (LA) archive.org,  https://www.archive.org/stream/annalesmarbacen00blocgoog#page/n6/mode/2up. URL consultato il Annales Marbacenses.
- (LA) dmgh.de,  https://web.archive.org/web/20110827035007/http://www.dmgh.de/de/fs1/object/display/bsb00000868_00001.html?sortIndex=010:050:0001:010:00:00 (archiviato dall'url originale il 27 agosto 2011).
- (LA) books.google.it,  http://books.google.it/books?id=0nBZAAAAYAAJ&pg=PR97&lpg=PR97&dq=Chronico+Marcianensi+de+Sancta+Rictrude&source=bl&ots=QbNFbJ9oPr&sig=P4PF-dwlyqeS16lrfmqqoS2t6_Q&hl=it&ei=SBnATpD9K8XHsgbek9nHAw&sa=X&oi=book_result&ct=result&resnum=8&ved=0CFkQ6AEwBw#v=onepage&q=Chronico%20Marcianensi%20de%20Sancta%20Rictrude&f=false.

### Letteratura storiografica
- Christian Pfister, La Gallia sotto i Franchi merovingi. Vicende storiche, in Storia del mondo medievale - Vol. I, Cambridge, Cambridge University Press, 1978,  pp. 688-711.